# Chapter 11
Chapter 11 ist ein Sanierungs- oder Reorganisationsverfahren für US-Unternehmen; benannt ist es nach einem Kapitel des Insolvenzrechtsgesetzes der Vereinigten Staaten (englisch Bankruptcy Code, BC), der dieses Verfahren regelt.

## Inhalt
Der Bankruptcy Code ist Buch 11 (Title 11) des United States Code. Chapter 11 dieses Titles regelt eine vom Gericht überwachte Reorganisierung der Firmenfinanzen. Die korrekte Langform ist demnach: Chapter 11 of Title 11 of the United States Code.
Wenn ein Unternehmen in Insolvenz verfällt, wenn also die Summe seiner Verbindlichkeiten die Summe seiner Werte übersteigt oder es zahlungsunfähig wird, hat das Unternehmen dies nach dem Insolvenzrecht der Vereinigten Staaten dem dortigen Bundesinsolvenzgericht (federal bankruptcy court) zu melden.
Es stehen ihm dann grundsätzlich zwei Möglichkeiten offen: 
- das Unternehmen reicht seinen Fall unter Chapter 7 (Liquidation) ein (engl. to file under chapter 7)
- es beantragt eine Insolvenz nach Chapter 11 (Sanierung bzw. Reorganisation, engl. to file under chapter 11).

Die individuelle Restrukturierung der Schulden ist in Chapter 13 geregelt.
Die Verfahren nach Chapter 7 BC und nach Chapter 11 BC unterscheiden sich deutlich voneinander. Während eine Insolvenzeröffnung nach Chapter 7 BC zur Folge hat, dass alle Unternehmenswerte sofort veräußert werden, um mit dem Erlös die Gläubiger zu befriedigen, führt ein Verfahren nach Chapter 11 BC zu einer beaufsichtigten Insolvenz. Bei dieser Variante versucht das Unternehmen, weiterhin im Geschäft zu bleiben und sich aus der Insolvenz zu retten. Die Mehrheit der Insolvenzverfahren wird gemäß Chapter 7 durchgeführt.
Ein Unternehmen, das nach Chapter 11 Insolvenz beantragt, strebt eine Reorganisierung und Restrukturierung seiner Schulden, Leasingvereinbarungen, Kontrakte sowie seines Kapitals und anderweitiger finanzieller Verpflichtungen an. Mit dem Insolvenzantrag sollen bis zum Abschluss der Reorganisation rechtliche Schritte der Gläubiger gegen den Schuldner unterbunden werden. Viele große US-Unternehmen haben erfolgreich eine Umstrukturierung nach Chapter 11 durchgeführt und dabei ihr Tagesgeschäft aufrechterhalten. So führen z. B. Fluggesellschaften unter Chapter 11 ihren Flugbetrieb weiter.
Chapter 11 stellt also eine Erleichterung und einen Schutz für die Unternehmensumstrukturierung dar. Die Gläubiger müssen sofort ihre Zwangsvollstreckungsmaßnahmen einstellen, was dem Unternehmen Luft für Restrukturierungsmaßnahmen verschafft.
Chapter 11 dient auch dazu, eine Vereinbarung mit einem Geldgeber (creditor) für alle anderen Gläubiger verbindlich zu machen. Wenn das Unternehmen zusätzliche Liquidität benötigt, kann ein neuer Geldgeber einen höheren Rang für die Rückzahlung (a higher priority payback) oder dringliches Sicherungsrecht (lien) erhalten. Chapter 11 sichert also die weitere Finanzierung des Unternehmens ab.
Häufig müssen die Anteilseigner des insolventen Unternehmens nach Abschluss der Insolvenz entschädigungslos auf ihre Rechte am Unternehmen verzichten, da das Gericht alle Altverbindlichkeiten des Unternehmens und Rechte an ihm aufhebt (engl. rights and interests are being terminated). An die Stelle der Alteigentümer rücken dann anteilig die Gläubiger, entsprechend ihrem Anteil an den Gesamtverbindlichkeiten.
Oft übersteigen die Verbindlichkeiten das Unternehmensvermögen, so dass am Ende des Insolvenzverfahrens die bisherigen Eigentümer mit leeren Händen dastehen, während die bisherigen Gläubiger zu den neuen Besitzern des umstrukturierten Unternehmens geworden sind und hoffen, dass es finanziellen Erfolg hat, um ihre finanziellen Verluste auszugleichen.
Das Insolvenzgericht kann zudem einen Teil oder alle Schulden des Unternehmens streichen und seine Verträge aufheben, damit es einen „Neustart“ machen kann. Typischerweise werden durch das Gericht ungesicherte Forderungen und, falls dies für das Unternehmen vorteilhaft erscheint, auch Tarifverträge und langfristige Gebäudemieten aufgehoben. Wenn die rechtlichen Anforderungen erfüllt sind, kann das Unternehmen im Rahmen des Reorganisationsplanes seine Schulden reduzieren, ungünstige Verträge und Leasingverträge vorzeitig beenden und Urteile in anhängigen oder drohenden Gerichtsverfahren verhindern.
Eine Einreichung unter Chapter 11 hat weiter zur Folge, dass die Aktien des Unternehmens – sofern es eine Aktiengesellschaft ist, deren Aktien zuvor an der NYSE öffentlich gehandelt wurden – nun an der NASDAQ gehandelt werden. Solche insolvente Aktiengesellschaften sind durch ein „Q“ vor der Unternehmensabkürzung zu erkennen. Ein historisches Beispiel hierfür ist die Insolvenz des Unternehmens Penn Central (Penn Central Transportation Company, Abk.: PC, 1968–1970), das anschließend als QPC gehandelt wurde.
Um nach Chapter 11 Insolvenz beantragen zu können, muss das Unternehmen nicht insolvent sein. Es genügt, wenn es potentiell von einer großen Forderungssumme bedroht ist, wie z. B. die Asbestproduzenten in den Vereinigten Staaten. Ein Unternehmen kann vorausschauend feststellen, dass es unfähig sein wird, eine zukünftige hohe Schadensersatzsumme zu zahlen, auch wenn es derzeit noch über ausreichend Finanzmittel verfügt, um seine aktuellen Schulden zu begleichen. Das Gleiche gilt, wenn ein Unternehmen angesichts der festen laufenden Ausgaben nicht in der Lage ist, profitabel zu arbeiten. Ein anderer Anlass kann die Neubewertung des Unternehmensvermögens sein. Beispiel: Im Rahmen der wirtschaftlichen Probleme der gesamten US-Stahlindustrie (1985 bis 1999) sanken deren Einnahmen erheblich.
Die Zeit für die Reorganisierung kann mehrere Wochen bis Jahre betragen. Das hängt stark von dem Verhältnis und der Zusammenarbeit des Unternehmens, den Gläubigern und den Aktionären vor und nach Einreichung der Insolvenz nach Chapter 11 ab. Ein typischer Chapter-11-Fall dauert zwei Jahre. In dieser Zeit wird das Unternehmen vom Aufsichtsrat und vom Management geführt. Das Unternehmen ist verpflichtet, alle seine Rechnungen und Ausgaben zu begleichen, die nach der Insolvenzeinreichung fällig geworden sind. Die meisten Altforderungen werden jedoch nicht beglichen – nicht bevor das Insolvenzgericht (bankruptcy court) den Restrukturierungsplan bestätigt hat.

## Bedeutung
Man geht allgemein davon aus, dass das gesamte funktionierende Unternehmen wesentlich mehr wert ist, als man durch den Verkauf seiner Einzelteile (Einzelunternehmen, Vermögen) erzielen würde. Folglich ist es der ökonomischste Weg, einem überschuldeten Unternehmen die Fortführung des Geschäftsbetriebes zu ermöglichen. Werden dazu neue Kredite aufgenommen, haben die neuen Gläubiger Vorrang vor anderen Kreditgebern. Altschulden können dem Unternehmen auch durch den Staat erlassen werden. Anleihebesitzer oder andere Gläubiger erhalten oft Aktien der reorganisierten Gesellschaft als Entschädigung für ihre verlorenen Forderungen.
Mit dem Betrieb werden auch die Arbeitsplätze erhalten. Die Interessen der Gläubiger werden am besten geschützt, wenn der Betrieb Gewinne abwirft, indem er profitabel weiterarbeitet. Bei der Zerschlagung eines Betriebes (Chapter 7) ist der Gesamtverlust meist höher. Empirischen Studien zufolge sind Sanierungen besonders dann erfolgreich, wenn eine besonders große Unternehmung mit viel Anlagevermögen um Gläubigerschutz nach Chapter 11 ersucht.
Nicht nur das Unternehmen kann Insolvenz nach Chapter 11 beantragen. Auch die Gläubiger können das Unternehmen dazu zwingen.

## Insolvenzgericht
Jeder Bundesstaat hat ein oder mehrere Insolvenzgerichte (Federal Bankruptcy Court). Das sind spezialisierte Bundesgerichte mit Vollzeit-Richtern (vgl. Bundesgerichte der Vereinigten Staaten). Anmerkung zu Vollzeit-Richter: In der unteren Gerichtsbarkeit der Vereinigten Staaten hat ein Richter oft mehrere Gerichtsbezirke, die er reihum abarbeitet, so dass er z. B. nur jeweils eine Woche im Monat in einem Ort Gericht hält.
Der Insolvenzrichter (bankruptcy judge) hat alle Entscheidungen im Insolvenzfall zu treffen – einschließlich Billigung von neu aufzunehmenden Darlehen, Regulierung der Forderungen zwischen dem Unternehmen und den Gläubigern, Bestätigung des Restrukturierungsplanes.
Ein Unternehmen, das in mehreren US-Bundesstaaten ansässig ist, hat die Wahl, wo es Insolvenz einreicht – am Gründungsort, am Unternehmenssitz, am Ort seiner Hauptgeschäftstätigkeit, am Standort seines Hauptvermögens, am Insolvenzort einer seiner Tochtergesellschaften. Große Unternehmen bevorzugen die Insolvenzeinreichung bei Gerichten, an denen die Insolvenzrichter reichlich Erfahrung mit großen, komplizierten Insolvenzen haben – wie z. B. New York oder Delaware.

## Restrukturierungsplan
Üblicherweise entwirft das Unternehmensmanagement eine Schulden- und Eigenkapital-Konstruktion, die das Unternehmen wieder profitabel macht. Danach finden umfangreiche Treffen mit einer Vertreterkommission der Gläubiger und der Aktionäre statt, um einen Restrukturierungsplan auszuhandeln. Nach der endgültigen Einreichung des Restrukturierungsplanes im Insolvenzgericht stimmen die Gläubiger und Aktionäre über den Plan ab. Das Insolvenzgericht muss dann die endgültige Zustimmung zum Restrukturierungsplan geben.
Falls keine Vereinbarung mit allen Gläubigern oder Gläubigergruppen erreicht werden kann, kann das Unternehmen dem Insolvenzgericht vorschlagen, den Restrukturierungsplan gegen die Stimmen der Gläubiger anzunehmen (cram down). Ein Cram-down-Restrukturierungsplan muss höhere rechtliche Anforderungen als ein einvernehmlich angenommener Restrukturierungsplan erfüllen.

## Aktionäre
Chapter 11 stellt sicher, dass Gläubiger, die vom insolventen Unternehmen kein Geld oder neue Schuldtitel erhalten, stattdessen Aktien des Unternehmens als „Bezahlung“ bekommen. Dabei können die ursprünglichen Aktionäre unter Umständen vollständig durch die neuen Aktionäre abgelöst werden.
Eine der rechtlichen Voraussetzungen eines Cram-down-Restrukturierungsplanes ist, dass keiner der Aktionäre, die gegen den Restrukturierungsplan gestimmt haben, Werte erhält, bevor die Gläubiger ausgezahlt wurden (Geld, neue Schuldverschreibungen oder Güter). Deshalb hängt der Aktienwert nach einer Chapter-11-Insolvenz hauptsächlich vom Verhältnis des Unternehmenswertes zur Summe der Schuldenforderungen ab.

## Arbeit des Unternehmens während der Insolvenz
Unter Chapter 11 darf das Unternehmen ohne Zustimmung des Insolvenzrichters keine Forderungen begleichen, die vor Insolvenzeinreichung entstanden sind. Die Zustimmung des Insolvenzrichters ist auch erforderlich für alle Zahlungen oder Transaktionen, die nicht zum Alltagsgeschäft des Unternehmens gehören („transactions that are not in the ordinary course of the company's business“).
Der Betrieb des Unternehmens wird möglichst regulär weitergeführt. Allerdings kann die Beschädigung des Rufs, welche die Insolvenz begleitet, die Beziehungen des Unternehmens zu Geschäftspartnern und Kunden negativ beeinflussen.
Außer in den seltenen Fällen, in denen das Insolvenzgericht einen Treuhänder einsetzt, wird das Unternehmen unter der Kontrolle des Aufsichtsrates weitergeführt. Viele Unternehmen behalten ihr altes Management. Gelegentlich wird das Management auch ausgetauscht. Ihre Zustimmung zu einem Restrukturierungsplan machen die Gläubiger oft von der Einsetzung eines neuen Managements abhängig. Manchmal wird dieses neue Management – nach Verhandlungen mit den Gläubigern – bereits in Erwartung einer Insolvenz nach Chapter 11 angestellt.

## Arbeitnehmer im insolventen Unternehmen
Ein Unternehmen kann die Forderungen der Arbeitnehmer begleichen, die nach der Insolvenzeinreichung entstanden sind – Löhne und Zuzahlungen (benefits – u. a. für Rente und medizinische Versorgung – 401(k) plan). Das Insolvenzgericht kann auch entscheiden, dass ausstehende Zahlungen, die noch vor Einreichung des Insolvenzantrages fällig waren, an die Arbeitnehmer ausgezahlt werden – jedoch nur Zahlungen, die beim normalen Geschäftsbetrieb (ordinary course of business) anfallen. Die ausstehenden Gehälter haben jedenfalls Priorität gegenüber ungesicherten Gläubigern.
Die meisten Alt-Verträge mit den Arbeitnehmern können vom Unternehmen gekündigt werden. 
Abschnitt (Section) 1113 des US-Insolvenzgesetzes (U.S. Bankruptcy Code) enthält Kriterien, die das Unternehmen erfüllen muss, um einen Gruppenvertrag kündigen oder abändern zu können. Beispielsweise muss das Unternehmen zuerst versuchen, Änderungen mit den Arbeitnehmern in gutem Glauben auszuhandeln. Danach muss das Insolvenzgericht feststellen, dass die Gewerkschaft (union) den Vorschlag des Unternehmens ohne wichtigen Grund (without good cause) abgelehnt hat, dass alle Vorschläge des Unternehmens für den Restrukturierungsplan notwendig sind, und dass andere Beteiligte (wie beispielsweise Nicht-Gewerkschaftsmitglieder und Gläubiger) auch Opfer bringen. Bei erfolgreicher Kündigung eines Vertrages mit den Arbeitnehmern seitens des Unternehmens haben die Arbeitnehmer das Recht zu Selbsthilfe, einschließlich des Streikrechts.

## Rentenforderungen
Die meisten Vermögenswerte der Angestellten im Pensionsplan (z. B. 401(k) plan) sind nicht von der Insolvenz betroffen. Allerdings enthalten diese Pensionspläne oft Unternehmensaktien. Diese können stark im Wert fallen oder völlig wertlos werden.
Betriebsrenten (defined benefit plan) gehen oft bei der Insolvenz verloren. Im Rahmen des Restrukturierungsplanes behandelt das Unternehmen die Rentenforderung der Arbeitnehmer als vor der Insolvenzeinreichung entstandene Forderung, die dadurch verfällt.
Teilweise sind die Betriebsrenten abgesichert – bei der Pension Benefit Guaranty Corporation – einer Agentur der US-Bundesregierung.
Vereinbarungen über Zuzahlungen des Unternehmens zu medizinischen Behandlungen nach der Pensionierung können im Rahmen der Insolvenz seitens des Unternehmens gekündigt oder abgeändert werden. Meist wird dazu mit den Gewerkschaften eine Änderung vereinbart.
Abschnitt 1114 des US-Insolvenzrechts stellt besondere Anforderungen an die Kürzungen der medizinischen Zuzahlungen für Rentner. Das Unternehmen muss zuerst versuchen, Änderungen mit den Gewerkschaften oder einem vom Gericht bestimmten Vertretungsausschuss der Rentner in gutem Glauben auszuhandeln. Danach muss das Insolvenzgericht feststellen, dass die Gewerkschaften oder der Vertretungsausschuss den Vorschlag des Unternehmens ohne wichtigen Grund (without good cause) abgelehnt haben und dass die Änderungen für den Restrukturierungsplan notwendig sind.

## Kritik
Kritiker bemängeln, dass Chapter 11 zu nachsichtig gegenüber nicht sanierungswürdigen Unternehmen sei.  Durch schlecht geführte Betriebe leide die Wirtschaft. Chapter 11 erlaube es dem erfolglosen Management, seine Arbeit fortzuführen. Gewöhnlich wird das Management nach Insolvenzeröffnung unter Chapter 11 nicht ersetzt, weil man davon ausgeht, dass das alte Management den Betrieb und die Kunden besser kennt als ein neues.
Ein anderer Kritikpunkt ist, dass das Unternehmen unter Chapter 11 praktisch unter dem Schutz des Gerichtes betrieben wird. Das ermöglicht dem Unternehmen oft eine Rückkehr mit einem großen Vorsprung und Konkurrenzvorteil auf dem Markt. Durch diesen ungerechten Vorteil wird der Markt verfälscht, andere konkurrenzfähige Unternehmen geschädigt und ihrerseits von Insolvenz bedroht.
Wenn ein oder mehrere marktbeherrschende Unternehmen unter Chapter 11 Insolvenz anmelden, dann kann es zu erheblichen Überkapazitäten in dem betroffenen Marktsegment kommen.
Das meistzitierte Beispiel dazu sind die US-Fluggesellschaften. Die Hälfte der 2006 angebotenen Sitzkapazität wurde von Fluggesellschaften angeboten, die ihren Betrieb unter Chapter 11 weiterführten. Diese Fluggesellschaften mussten ihre Altschulden nicht mehr bedienen, hatten Finanzmittel, um ihr Streckennetz auszubauen und führten einen aggressiven Preiskampf gegen ihre Mitbewerber. Das alles erfolgte mit Zustimmung des Insolvenzgerichtes. Eine Fluggesellschaft hat in der Regel hohe Fixkosten (fixed capital costs) für ihre Flugzeuge und die darauf liegenden Schulden.

## Prominente Unternehmen in Chapter 11
Bis zum September 2008 war Worldcom die größte jemals unter Chapter 11 eingereichte Insolvenz. Das Unternehmen hatte bei Einreichung am 21. Juli 2002 einen Wert von 103 Milliarden US-Dollar. Dies wurde von der Insolvenz von Lehman Brothers am 15. September 2008 bei Weitem übertroffen. Die Investmentbank hatte eine Bilanzsumme von 786 Milliarden US-Dollar. Im Jahr 2009 meldete General Motors nach Chapter 11 des US-Insolvenzrechts Insolvenz an.